# Josefa de Iturbide y Huarte
Josefa de Iturbide y Huarte (ur. 22 grudnia 1814 w Guanajuato, zm. 5 grudnia 1891 w Meksyku) – księżniczka Meksyku. Córka Agustína de Iturbide, cesarza Meksyku, rozstrzelanego w 1824 roku, i jego żony cesarzowej Anny Marii Huarte.

## Życie
Drugie Cesarstwo, podobnie jak pierwsze, przyznało Józefie tytuł księżnej. Cesarz Maksymilian I Habsburg powierzył jej wychowanie adoptowanych wnuków poprzedniego cesarza książąt Agustína de Iturbide y Green i Salvadora de Iturbide y de Marzán, bratanków księżnej. Księżniczka Józefa bardzo zaprzyjaźniła się z żoną cesarza Charlottą. Cesarzowa uczyniła ją swoją honorową damą dworu.
Gdy Drugie Cesarstwo zmierzało ku końcowi Józefa pozostała w Meksyku śledząc przebieg wydarzeń. Dochowała wierności cesarzowi, wielokrotnie zwracała się listownie do spowiednika cesarza, wyrażając nadzieję, że Maksymilian zdoła utrzymać się na swoim stanowisku. Dopiero później księżna, po naradzeniu się z Maksymilianem, zdecydowała się opuścić kraj. W ostatnich dniach swego życia cesarz Maksymilian, już jako więzień, chory i skazany na śmierć, wysłał do księżniczki serdeczny list pożegnalny.
Stosunki pomiędzy Józefą a cesarzową wdową Charlottą pozostały zawsze – aż do czasów, gdy uległa ona całkowitej demencji starczej – przyjazne, a nawet serdeczne. Księżniczka powróciła do Meksyku, gdy była już jedynym żyjącym dzieckiem Augustina I i cesarzowej Anny Marii. Ostatnie lata spędziła w stolicy Meksyku niemal nie opuszczając swojego pokoju w hotelu Comonfort. Została pochowana w Panteonie w Villa de Guadalupe.
Była odznaczona meksykańskim Krzyżem Wielkim Orderu Świętego Karola.